# Karol Bajorowicz
Karol Bajorowicz (ur. 1961) – polski poeta.
Absolwent Wydziału Nauk Społecznych Uniwersytetu Śląskiego w Katowicach. Laureat I nagrody VIII Ogólnopolskiego Konkursu Literackiego „Złoty Środek Poezji” 2012 na najlepszy poetycki debiut książkowy roku 2011 za tom alteracje albo metabasis. Za ten tom był również nominowany do Wrocławskiej Nagrody Poetyckiej „Silesius” 2012 w kategorii debiut roku. Stypendysta Marszałka Województwa Śląskiego w dziedzinie kultury w 2012. Laureat Nagrody Artystycznej Miasta Sosnowca w 2013. Publikował m.in. w „Pograniczach”, „Śląsku”, „Toposie”, „Tyglu Kultury” i „Zeszytach Poetyckich”.

## Książki
poezja:
- alteracje albo metabasis (Urząd Miejski, Bielsko-Biała 2011)
- klepsydra i proliferacja (Górnośląskie Towarzystwo Literackie, Katowice 2012)

dramat:
- Drama (ZeKaBa, Bielsko-Biała 2017)